# Mark Rylance
David Mark Rylance Waters (sinh ngày 18 tháng 1 năm 1960), tên nghề nghiệp là Mark Rylance, là một diễn viên, đạo diễn sân khẩu, nhà viết kịch người Anh. Ông là đạo diễn nghệ thuật đầu tiên của Shakespeare's Globe ở London, từ năm 1995 đến năm 2005. Các phim ông tham gia bao gồm Prospero's Books (1991), Angels and Insects (1995), Institute Benjamenta (1996), và Intimacy (2001). Rylance đã đoạt giải Oscar cho nam diễn viên phụ xuất sắc nhất và giải BAFTA cho nam diễn viên phụ xuất sắc nhất cho vai diễn của ông Rudolf Abel trong Người đàm phán (2015).
Rylance ra mắt chuyên nghiệp tại nhà hát Citizens, Glasgow năm 1980. Ông tiếp tục giành được giải Olivier cho nam diễn viên xuất sắc nhất cho Much Ado About Nothing năm 1994 và Jerusalem năm 2010, và giải Tony cho nam diễn viên xuất sắc nhất cho Boeing Boeing năm 2008 và Jerusalem năm 2011. Ông đã giành được giải Tony thứ ba năm 2014 cho Twelfth Night. Trên truyền hình, ông đã đoạt BAFTA TV Award for Best Actor cho vai diễn David Kelly trong phim năm 2005 Channel 4 The Government Inspector và được đề cử giải Emmy, giải Quả cầu vàng và Screen Actors Guild Award cho diễn xuất Thomas Cromwell trong BBC Two 2015 Wolf Hall.

## Tiểu sử
Rylance sinh ở Ashford, Kent, con trai của Anne (nhũ danh Skinner) và David Waters, cả hai đều là giáo viên người Anh. Một trong hai bà của ông là người Ireland. Cả hai ông của ông là tù binh của Nhật Bản trong thế chiến II. Rylance có một chị/em gái Susannah, một ca sĩ opera và tác gia, một anh/em trai, Jonathan, làm ở nhà hàngg của Alice Waters' Chez Panisse ở Berkeley, California. Cha mẹ ông chuyển sang Hoa Kỳ năm 1962, đầu tiên đến Connecticut sau đó đến Wisconsin năm 1969, nơi cha ông dạy tiếng Anh tại University School of Milwaukee. Rylance học trường nay. Ông đã diễn trong phần lớn các vở kịch tại trường với đạo diễn nhà hát, Dale Gutzman, bao gồm cả vai chính trong tác phẩm năm 1976 Hamlet, ông đóng vai Romeo trong tác phẩm của trường Romeo and Juliet.

## Hoạt động nghệ thuật

### Điện ảnh
| Năm  | Tên phim                        | Vai diễn                        | Ghi chú |
| ---- | ------------------------------- | ------------------------------- | ------- |
| 2015 | Người đàm phán                  | Rudolf Abel                     |         |
| 2016 | Chuyện chưa kể ở xứ sở khổng lồ | Người khổng lồ BFG              |         |
| 2017 | Cuộc di tản Dunkirk             | Ông Dawson                      |         |
| 2018 | Ready Player One: Đấu trường ảo | James Halliday/Anorak Biết tuốt |         |
| 2021 | The Phantom of the Open         | Maurice Flitcroft               |         |
| 2021 | Đừng nhìn lên                   | Peter Isherwell                 |         |

### Truyền hình
| Năm  | Tên phim                 | Vai diễn   | Ghi chú |
| ---- | ------------------------ | ---------- | ------- |
| 2005 | The Government Inspector | David Kell |         |

### Sân khấu
| Năm | Tên phim         | Vai diễn | Ghi chú |
| --- | ---------------- | -------- | ------- |
|     | Romeo and Juliet | Romeo    |         |